# Ранко (Італія)
Ранко (італ. Ranco) — муніципалітет в Італії, у регіоні Ломбардія,  провінція Варезе.
Ранко розташоване на відстані близько 540 км на північний захід від Рима, 65 км на північний захід від Мілана, 21 км на захід від Варезе.
Населення — 1305 осіб (2014).

## Демографія
Населення за роками:

Станом на 1 січня 2023 року в муніципалітеті офіційно проживало 187 іноземців з 28 країн, серед них 134 громадяни країн Євросоюзу та 7 громадян України.

## Сусідні муніципалітети
- Анджера
- Іспра
- Леза
- Меїна